# Johann Heinrich Gottlob von Justi
Johann Heinrich Gottlob Justi, auch: Anaxagoras vom Occident, (* 1717 in Brücken; † 21. Juli 1771 in Küstrin) war ein deutscher politisch-ökonomischer Denker und Kameralist des 18. Jahrhunderts. Seine Schriften tragen die Autorenbezeichnung Johann Heinrich Gottlob von Justi, jedoch konnte keine Grundlage für das Adelsprädikat nachgewiesen werden.

## Leben
Justi war der Sohn eines sächsischen Akziseinspektors, studierte von 1742 bis 1744 an der Universität Wittenberg, Universität Jena und Universität Leipzig Rechts- und Kameralwissenschaften, wo er auch promovierte. Im Anschluss wurde er in der preußischen Armee Regimentsquartiermeister, trat als Jurist in die Dienste der Herzogin von Sachsen-Eisenach und konvertierte um 1750 zum katholischen Glauben. In diesem Zusammenhang erhielt er eine Professur der Kameralistik an der neu gegründeten Ritterakademie Theresianum in Wien. Später übernahm er noch die Professur der Rhetorik. Zudem arbeitete er auch in der österreichischen Zensur Hofkommission mit, beschäftigte sich mit Bergbau und der Seidenraupenzucht, wurde kaiserlicher Finanz- und Bergrat. Dort stand er in engem Kontakt mit Friedrich Wilhelm von Haugwitz, dessen Verwaltungsreformen Justis politische Ideen nachhaltig beeinflussten.
Durch Misserfolge im Silberbergbau genötigt, erbat er 1753 seine Entlassung. Nach kürzeren Aufenthalten in Erfurt und Leipzig wurde Justi 1755 Bergrat und Polizeidirektor in Göttingen. In dieser Position hielt er Vorlesungen an der Universität Göttingen über Staatsökonomie und Naturgeschichte. In Göttingen begann Justi seine systematische Rezeption von zeitgenössischen französischen Werken, insbesondere von Montesquieus Esprit des lois. Von 1755 bis 1757 war er außerordentliches Mitglied der Göttinger Akademie der Wissenschaften. 1757 ging Justi auf Einladung des dänischen Ministers Bernstorff nach Kopenhagen, bevor er sich 1758 in Altona niederließ. In der Hoffnung auf eine Festanstellung in preußischen Diensten zog Justi 1760 nach Berlin, wo er jedoch erst im Jahre 1765 zum Leiter der staatlichen preußischen Bergwerke ernannt wurde. Laut Andre Wakefields Analyse, die auf ausführlichen Archivstudien beruht, verliefen Justis Tätigkeiten in preußischen Diensten in jeglicher Hinsicht desaströs. Nach Betrugsvorwürfen wurde Justi 1768 abgesetzt, angeklagt und in Küstrin festgesetzt, wo er 1771 starb.

## Werk

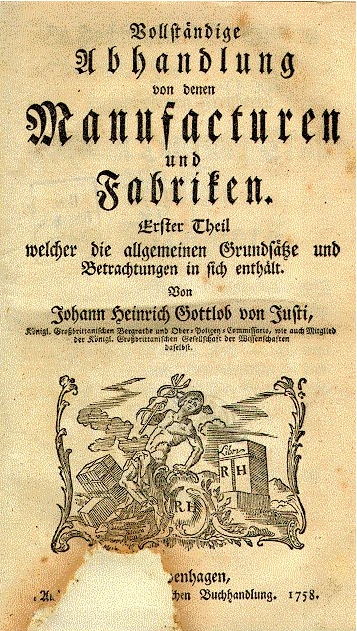
Abhandlung von denen Manufakturen und Fabriken (1758)

Justis umfangreiches Œuvre besteht aus über 50 eigenständigen Publikationen, die sich mit philosophischen, literarischen, technologischen, geologischen, chemischen, physischen, politischen und ökonomischen Sachverhalten auseinandersetzen. Da Justi viele Jahre seines Lebens keine feste akademische oder staatliche Stelle innehatte, versuchte er, pro Jahr mit mindestens je zwei Neuerscheinungen auf den Buchmessen in Leipzig und Frankfurt vertreten zu sein. Hintergrund war auch, trotz seiner Situation ein gewisses Einkommen mit Hilfe der durch die Publikationen eingehenden Tantiemen zu erzielen. Dies erklärt den Textbuchcharakter sowie die zahlreichen Parallelen (und zum Teil wörtlichen Wiederholungen) in seinen Schriften.
Justis zentrales Anliegen war es, die größeren Territorien des Heiligen Römischen Reiches dahingehend zu reformieren, dass sie politisch, militärisch und wirtschaftlich mit den Großmächten England und Frankreich mithalten konnten. Vor dem Hintergrund des europäischen Mächteringens im Siebenjährigen Krieg arbeitete Justi in seinen politischen und ökonomischen Hauptwerken eine Vielzahl von Vorschlägen heraus, wie der wirtschaftliche Entwicklungsstand eines Landes rasch und dauerhaft angehoben werden könnte. Dabei griff Justi auf die Ideen französischer Denker wie Fénelon, Saint-Pierre, d’Argenson und Montesquieu zurück.
In seinen politischen Schriften argumentiert Justi, dass ein Land wirtschaftlichen Erfolg nur unter einer moderaten Regierung erlangen könne, die die Unantastbarkeit von Privateigentum garantiere. Despotismus, so Justi, führe zwangsläufig zur Verarmung und militärischen Schwächung eines Landes. Obwohl Justi unter dem Einfluss Montesquieus die Vor- und Nachteile verschiedener Regierungsformen ausgiebig diskutiert, erachtet er eine durch zahlreiche Reformmaßnahmen modernisierte Monarchie als die einzig plausible Regierungsform, da nur sie weitreichende wirtschaftliche Reformen zentral koordinieren und durchsetzen könne.
Die einzelnen wirtschaftlichen Reformen sind der Hauptgegenstand von Justis ökonomischen Schriften. Neben Maßnahmen zum Bevölkerungswachstum und zur Ankurbelung des Wettbewerbs (Zurückdrängung von Gilden und Innungen) sowie des privaten Verbrauchs (Aufhebung von Luxusverboten) beschreibt Justi die Förderung des Manufakturwesens, des Außenhandels (durch staatlich geförderte Handelsgesellschaften und die weitgehende Aufhebung von Ex- und Importverboten), des Bergbaus und der Landwirtschaft als Kernelemente eines umfassenden wirtschaftlichen Reformprogramms.
Nach Justi können all diese Schritte nur erfolgreich sein, wenn sie von einer Steuerreform flankiert werden, in deren Rahmen u. a. die Akzise abgeschafft werden müsse. Zu diesem Zweck verfasste Justi die erste systematische Abhandlung der Finanzwissenschaft in Deutschland, wobei neben zeitgenössischen französischen Schriften der Einfluss von kameralistischen Denkern sowie von Wolff und Pufendorf erkennbar ist.
Während Justi in vielen Punkten Gedankenansätze von Adam Smith vorwegnimmt, ähnelt seine Gesamtargumentation (umfassende staatliche Interventionen zum Zweck langfristiger wirtschaftlicher Liberalisierung) eher den Positionen von Denkern wie Sir James Stuart.
Als Vertreterin des aufgeklärten Absolutismus war die russische Kaiserin Katharina II. bei ihrer Reformpolitik – sie veröffentlichte 1767 ihre Große Instruktion (russisch Наказ) mit Rechtsgrundsätzen für die Arbeit der von ihr einberufenen Gesetzbuch-Kommission – stark von den Ideen Justis beeinflusst. Die zentrale Idee aus Katharinas Reformwerk war es, nicht den individuellen, russischen Untertanen ins Zentrum der Reformen zu setzen, sondern über den Begriff des russischen Vaterlandes, (russisch отечество), welches die höchste Stufe der Wohlfahrt (russisch благополучие) und Glückseligkeit (russisch блаженство) darstellen sollte, ein zufriedenes Leben für alle gemeinschaftlich zu erreichen. Sie übernahm den Begriff der „Glückseligkeit des Staates“ aus den Texten von Justi. Eine Staatsidee einer gemeinschaftlichen, geordneten und glückseligen Gesellschaft, die sich der Wohlfahrt als Ganzes verpflichtet sah.
Die politischen und ökonomischen Hauptwerke von Justi sind mittlerweile recht gut erforscht (siehe die Übersichtsstudien von Ulrich Adam und Ferdinand Frensdorff). Zu den anderen Teilen von Justis umfangreichem Œuvre liegen bisher nur vereinzelt Studien vor.
Besondere Aufmerksamkeit hat in jüngerer Zeit sein Aufsatz „Gedanken von Projecten und Projectmachern“ (1761) erlangt. Darin trägt er eine – möglicherweise auch autobiographisch motivierte – Apologie eines sozialen Typus vor, der bei den Zeitgenossen als notorisch unzuverlässig und moralisch fragwürdig in Verruf stand. Dagegen setzt Justi die von ihm selbst als möglicherweise „paradox“ bezeichnete These: „Alle Menschen sind Projectmacher“ oder sollten es doch sein. Und er argumentiert im Einzelnen, Regierungen sollten Projektemachern auf jeden Fall Gehör schenken, denn „so abentheuerlich auch die Menschen sind, welche die meisten Projecte machen; so kann doch zuweilen einem darunter eine gute Erfindung gerathen.“ Da projektförmige Arbeit in Wirtschaft, Wissenschaft, Pädagogik und vielen anderen Bereichen der Gegenwart große Bedeutung gewonnen hat, trifft Justis Theorie des Projektemachers auf aktuelles Interesse.

## Werke (Auswahl)
- E. S. Reinert & H. Reinert: A Bibliography of J.H.G. von Justi
- Staatswirtschaft oder systematische Abhandlung aller ökonomischen und Cameralwissenschaft. 2 Bände. I+II, 1755
- Grundsätze der Polizeywissenschaft. 1756
- Der handelnde Adel, dem der kriegerische Adel entgegengesetzt wird. Zwey Abhandlungen über die Frage, ob es der Wohlfahrth des Staates gemäß sey, daß der Adel Kaufmannschaft treibe? Göttingen 1756
- Grundriss des gesamten Mineralreiches worinnen alle Fossilien in einem ihren wesentlichen Beschaffenheiten gemässen, Zusammenhange vorgestellet und beschrieben werden. Verlag der Wittwe Vandenhöck, Göttingen 1757
  - 2. Auflage. 1765 (Digitalisierte Ausgabe der Universitäts- und Landesbibliothek Düsseldorf)
- Die Chimäre des Gleichgewichts von Europa. 1758
- Vollständige Abhandlung von denen Manufakturen und Fabriken. 2 Bände. I, 1758 Digitalisat und Volltext im Deutschen Textarchiv; II, 1761 Digitalisierte Ausgabe
- Die Chimäre des Gleichgewichts der Handlung und Schiffahrt. 1759
- Der Grundriss einer guten Regierung. 1759
- Psammitichus, 2 Bände. I, 1759; II, 1760
- Natur und Wesen der Staaten. 1760
- Leben und Charakter des Königl. Polnischen und Churfürstl. Sächsischen Premier-Ministre Grafens von Brühl, 3 Bände. I, 1760; II, 1761; III, 1764
- Die Grundfeste zu Macht und Glückseligkeit der Staaten. 2 Bände. I, 1760; II, 1761.
- Schauplatz der Künste und Handwerke oder vollständige Beschreibung derselben: verfertiget oder gebilliget von denen Herren der Academie der Wissenschaften zu Paris. In das Teutsche übersetzt und mit Anmerkungen versehen… Rüdiger u. a., Berlin u. a. 1762–1805 (21 Bde.) Eine Übersetzung von Teilen der Encyclopédie; Justi ist Übersetzer der Bände 1–4
- Gesammelte politische und Finanzschriften. 3 Bände. I+II, 1761; III, 1764.
- Vergleichungen der europäischen mit den asiatischen und andern vermeintlich barbarischen Regierungen. 1762
- Ausführliche Abhandlung von denen Steuern und Abgaben (1762) Digitalisierte Ausgabe
- Die Kunst das Silber zu affiniren oder das mit andern Metallen vermischte Silber wider fein zu machen (1765) Digitalisierte Ausgabe
- System des Finanzwesens. 1766
- Geschichte des Erd-Cörpers aus seinen äusserlichen und unterirdischen Beschaffenheiten hergeleitet und erwiesen. 1771. Digitalisat und Volltext im Deutschen Textarchiv
- Abhandlung von den Eisenhammern und hohen Oefen von dem Herrn Marquis von Courtivron und Herr Bouchu. Aus dem Französischen übersetzt und mit Anmerkungen versehen. Berlin / Stettin / Leipzig 1763. (E-Book: Potsdam 2010, ISBN 978-3-941919-72-3)
- mit dem hochgebohrnen Reichsgrafen Herrn Johann Christian Grafen zu Solms-Baruth: Abhandlung von den Eisenhammern und hohen Oefen in Teutschland. Berlin / Stettin / Leipzig 1764. (E-Book: Potsdam 2010, ISBN 978-3-941919-73-0)